# Постолове
Постолове (до 2024 року — Первомайське) — селище в Україні, у Калинівській міській громаді Хмільницького району Вінницької області. Населення становить 208 осіб.

## Історія
12 червня 2020 року, відповідно до Розпорядження Кабінету Міністрів України № 707-р, «Про визначення адміністративних центрів та затвердження територій територіальних громад Вінницької області», увійшло до складу Калинівської міської громади.
19 липня 2020 року, в результаті адміністративно-територіальної реформи і ліквідації Калинівського району, село увійшло до складу новоутвореного Хмільницького району.
19 вересня 2024 року Верховна Рада підтримала перейменування селища Первомайське на Постолове. 26 вересня 2024 року перейменування набуло чинності.